# Paleolithicum
Het paleolithicum (van het Oudgrieks: παλαιός, palaios = oud, λίθος, lithos = steen) of de oude steentijd is de oudste periode in de voorgeschiedenis van de mens en zijn materiële cultuur. De periode begint zo'n 2,5 miljoen jaar geleden met het in gebruik nemen van stenen werktuigen door waarschijnlijk Homo habilis, maar mogelijk ook Paranthropus boisei, en eindigt tegelijk met het einde van de laatste ijstijd, 12.500 jaar geleden. Het erop volgende mesolithicum verdwijnt steeds meer uit beeld en sommigen laten de jonge of nieuwe steentijd, het neolithicum in aansluiting op de oude steentijd beginnen. Er is namelijk geen duidelijk criterium om de oude van de middensteentijd te onderscheiden.

## Periodisering
Op basis van het archeologisch materiaal wordt het paleolithicum onderverdeeld in drie subperiodes.

### Vroeg-paleolithicum

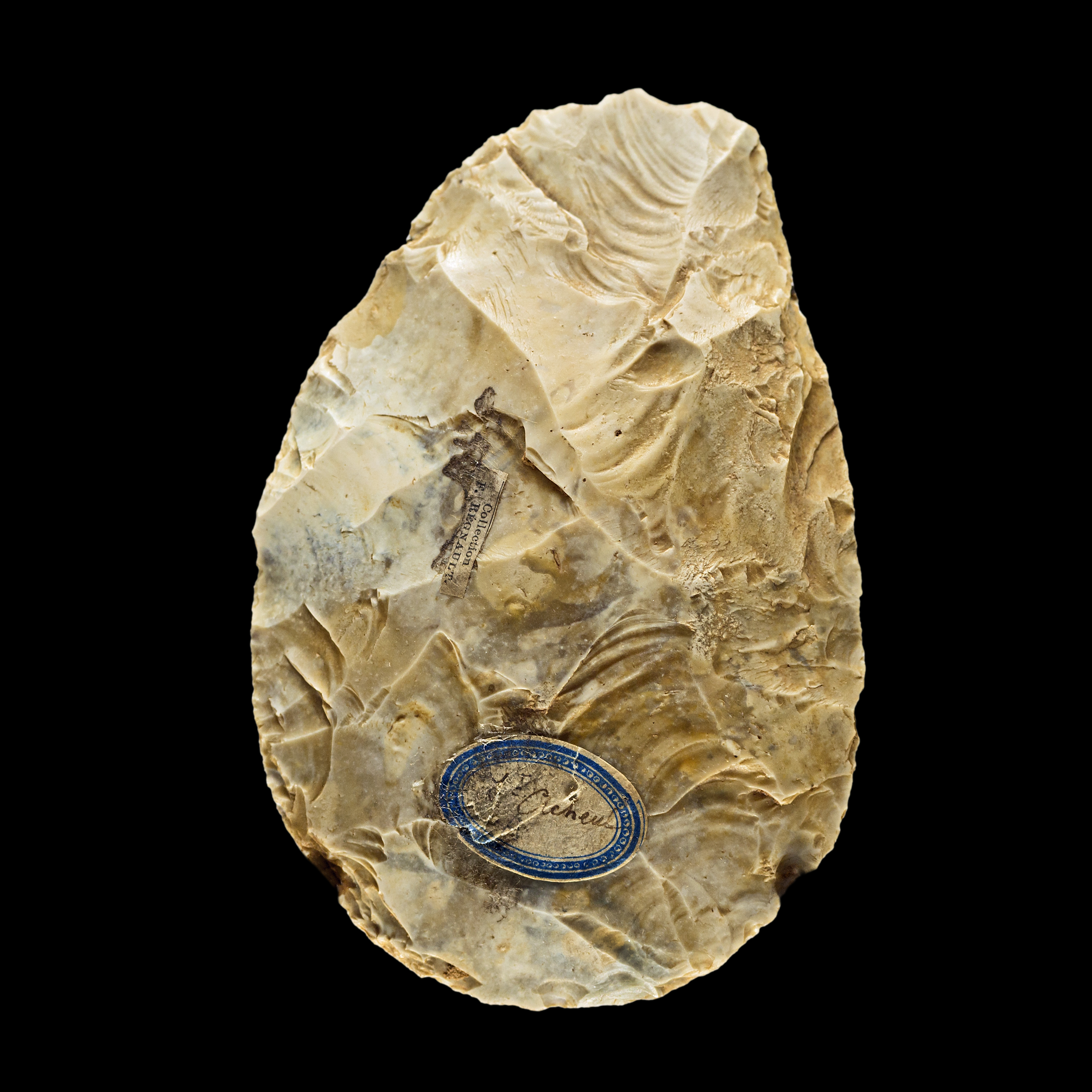
Vuistbijl uit het Acheuléen

Het vroeg-paleolithicum is de periode van 2,5 miljoen jaar geleden tot 300.000 jaar geleden. Over de einddatum van deze periode bestaat geen consensus: de een legt de overgang bij het einde van het Acheuléen, de ander bij het begin van het Moustérien.
De oudste cultuurfase, Oldowan genoemd, in Europa vroeger Abbevillien geheten, wordt gekenmerkt door zeer eenvoudige werktuigen die het resultaat waren van het afslaan van schilfers van geschikte stenen: choppers, chopping tools, en nog later vuistbijlen. Omdat hier de kern van een stuk steen werd gebruikt noemt men dit kernwerktuigen. Het is vaak bijzonder moeilijk te bepalen of een stuk steen met een scherpe rand wel een werktuig is of een natuurproduct.
Het Oldowan werd opgevolgd door het Acheuléen, een industrie waarvan vooral de typische vuistbijlen bekend zijn. Waarschijnlijk aan het einde van het oud-paleolithicum ging men ook houten werpsperen gebruiken.

### Midden-paleolithicum

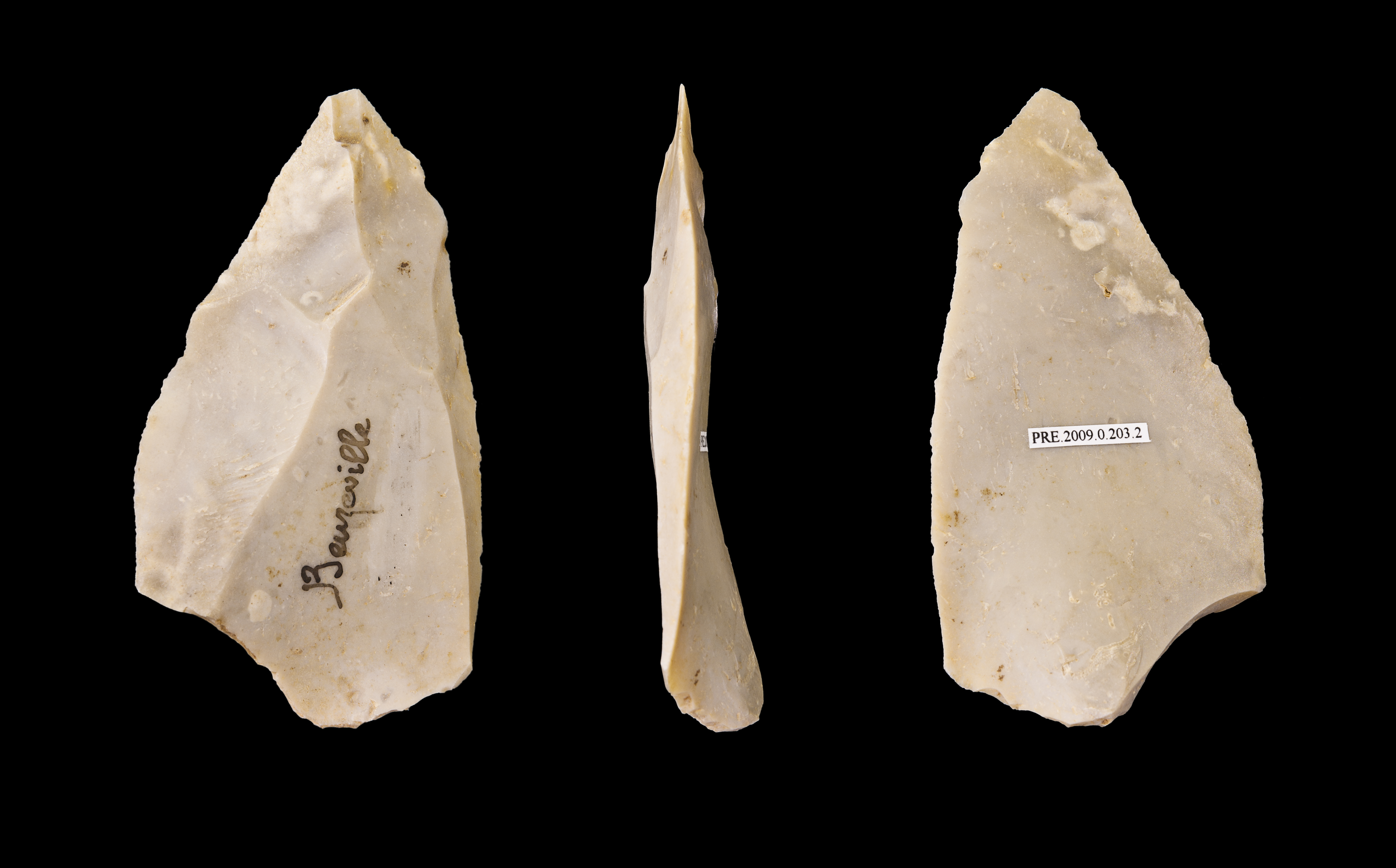
Levalloispunt

Het midden-paleolithicum is de periode van 300.000 jaar geleden tot 35.000 jaar geleden. Het is het tijdvak van (o.a.) de neanderthaler. In Europa wordt deze cultuurperiode vaak Moustérien genoemd naar de Franse vindplaats. Een belangrijke vernieuwing is de Levalloistechniek, waarbij van een voorbewerkte kernsteen schilfers werden afgeslagen die als werktuig dienden, terwijl daarvoor juist de kern als werktuig werd gebruikt na het afslaan van schilfers. Een verfijning van de Levalloistechniek is discoïdaal.

### Laat-paleolithicum

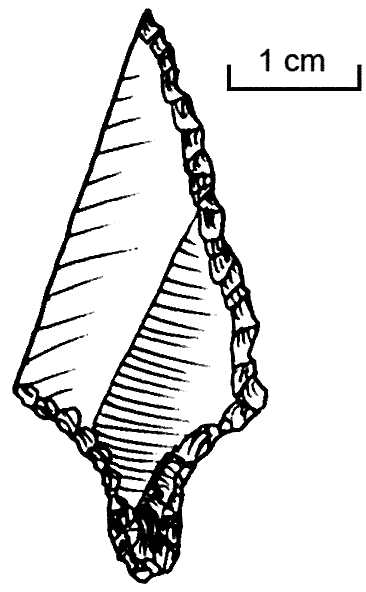
Ahrensburgpunt

Het laat-paleolithicum is de periode van 35.000 jaar geleden tot 10.000 jaar geleden. Tijdens deze periode gaat men over tot het produceren van klingtechnieken. Verder komt de ontwikkeling van de cultuur in een stroomversnelling. Het is de periode van de grotschilderkunst: Altamira en Lascaux zijn daarvan slechts de bekendste voorbeelden. Belangrijke West-Europese culturen en industrieën waren aan het begin het Châtelperronien, Aurignacien, (delen van Frankrijk en Spanje), Bohunicien en Szeletien (in Oost- en Midden-Europa), later het Solutréen, Gravettien, vooral in West- en Zuid-Europa, en als laatste het Magdalénien (tot ca. 12.000 jaar BP); daarna volgen lokale industrieën en culturen - in Noord-Duitsland en Scandinavië eindigt het met de Hamburgcultuur, Brommecultuur en Ahrensburgcultuur, in Oost-Europa met het Swiderien.